# 太閤記 藤吉郎出世飛躍の巻
『太閤記 藤吉郎出世飛躍の巻』（たいこうき　とうきちろうしゅっせひやくのまき）は1936年に日本で制作されたサイレント映画。新興キネマ製作。

## スタッフ
- 監督 : 渡辺新太郎
- 脚本 : 竹井諒
- 原作 : 矢田挿雲
- 撮影 : 原義勝

## キャスト
- 木下藤吉郎 : 尾上栄五郎
- 竹中半兵衛 : 大谷日出夫
- 織田信長 : 杉山昌三九
- 川島宇一 : 田村邦男
- 深雪 : 久松三津枝
- 蜂須賀小六 : 荒木忍
- 北の方 : 鈴木澄子
- 斉藤龍興 : 松本泰輔
- お弥々 : 森静子
- 柴田勝家 : 松本田三郎
- 朝日子 : 毛利峰子
- 青山新介 : 原聖四郎
- 智子 : 泉清子
- 佐久間右衛門 : 春路謙作
- 藤吉郎の母お仲 : 三保敦美
- 森三佐衛門 : 東良之助
- 稲田大炊 : 志村喬
- 池田勝三郎 : 橘光造
- 加治田隼人 : 桜井勇
- 浅野藤兵衛 : 森田肇
- 岩巻さん : 水野浩
- 前田弥四郎 : 光妙寺三郎
- 佐々内藤助 : 尾上松緑